# Ван
Ван (јерм. Վան; курд. Wan; тур. Van) је град у вилајету Ван у источној Турској, смештен на источној обали језера Ван.  Град има дугу историју као велико урбано подручје. Био је то велики град од првог миленијума пре нове ере, у почетку као Тушпа, главни град краљевине Урарту од 9. века пре нове ере до 6. века пре нове ере, а касније као центар јерменског краљевства Васпуракан. Некада већинско становништво града, Јермени, су током Првог светског рата и геноцида над Јерменима масовно депортовани или убијани - тако да их данас готово и нема. Данас Ван има курдску већину и значајну турску мањину.
У 2010. години званични број становника за Ван износио је 367.419.

## Географија
Ван лежи на источној обали језера Ван, на надморској висини од 1.750 метара, у подножју брда на којем су рушевине древне тврђаве.
Ван су често називали „бисером истока“ због лепоте околног пејзажа. Према старој јерменској пословици је „Ван на овом свету, рај на оном“.
Климу у Вану карактеришу хладне и снежне зиме и топла и сува лета. Кише се јављају углавном током пролећа и јесени. Према Кепеновој климатској класификацији Ван карактерише врели суви летњи подтип (Köppen: Dsa) умереноконтиненталне климе.
1941. године Ван је претрпео разорни земљотрес магнитуде 5,9. Много озбиљнији земљотрес магнитуде 7,2 догодио се 23. октобра 2011. Дана 9. новембра 2011, још један земљотрес проузроковао је урушавање неколико зграда.

## Историја

### Урарту
Под древним именом Тушпа, Ван је био престоница Урартског краљевства у 9. веку пре нове ере. Рано насеље било је смештено на стрмоглавом брду које је данас познато као Тврђава Ван, близу обале језера Ван и неколико километара западно од данашњег центра града. Овде су пронађени урартски клинасти натписи датирани у 8. и 7. век пре нове ере.
Име „Ван” потиче од Урартског Биаина.

### Јерменско краљевство
Регија је дошла под контролу Оронтида у 7. веку пре нове ере, а након тога и Персијанаца средином 6. века пре нове ере. На тврђави Ван која се налази ван града налази се тројезични натпис Ксеркса I из 5. века пре нове ере на заглађеном делу стене, око 20 метара изнад земље у близини тврђаве. Натпис је опстао у савршеном стању и подељен је у три колоне од 27 линија написаних (с лева на десно) на староперсијском, вавилонском, и еламитском језику. У тројезичним Бехистунским натписима, исклесаним по налогу Дарија I, земља поменута као Урарту на вавилонском назива се Јерменија на староперсијском.
331. п. н. е., Ван је освојио Александар Велики и након његове смрти постао је део Селеукидског царства. Почетком 2. века пре нове ере био је део Краљевине Јерменије. Постао је важно средиште током владавине јерменског краља Тиграна Великог, који је основао град Тигранакерт у 1. веку пре нове ере.  До 3. века нове ере припадао је Арсакидској династији Партског царства и једном јерменској династији Арсакида у овом временском распону.

### Византија, Сасаниди и Васпуракан
После пада Партског и појаве Неоперсијског царства, познатијег као Сасанидско царство, град је природно пао у посед овог потоњег. Византијско царство је на кратко држало регион од 628. до 640. године, након победе у Византијско-сасанидском рату 602–628. године, након чега су га напали муслимански Арапи, који су своја освајања консолидовали као Јерменски емират. Пад арапске моћи на крају је омогућио локалним јерменским владарима да се поново појаве, а династија Арцруни ускоро постаје најмоћнија. У почетку зависни од владара краљевства у Анију, прогласили су своју независност 908. године, основавши јерменско краљевство Васпуракан. Краљевина није имала одређени главни град: двор би се селио док би краљ преносио своју резиденцију из места у место, као што су Ван, Востан, Ахтамар итд. 1021. године последњи краљ Васпуракана, Сенекерим Арцруни, уступио је цело своје краљевство Византијском царству, које је успоставило тему Васпуракан на бившим територијама Арцрунија.

### Селџучко царство
Упади Турака Селџука у Васпуракан почели су 1050-их. Након њихове победе 1071. године у бици код Манцикерта, читав регион је пао под њихову контролу. После њих појавили су се локални муслимански владари, као што су Ахлатшахи и Ајубиди (1207). Током 20-годишњег периода, Анадолски селџучки султанат држао је Ван до 1240-их година када су га освојили Монголи. У 14. веку Ван су држали Тимуриди, а затим и Кара Коиунлу и Ак Којунлу.

### Турско-персијско ривалство и османско доба
У првој половини 15. века Ван и околина су постали зона сукоба, јер су га оспоравали Османско царство и суседно персијско Сафавидско царство. Сафавиди су заузели Ван 1502. године, као што је природно ишло са свим бившим територијама Ак Којунлу-а. Османлије су заузеле град 1515. године након битке код Чалдирана и задржале га на кратко. Сафавиди су га поново заузели 1520. године, али су Османлије дефинитивно загосподариле градом 1548. године током другог османско-сафавидског рата. Османска контрола над градом потврђена је миром у Амасији 1555. године који је уследио након завршетка рата. Прво су Ван претворили у санџак зависан од ејалета Ерзурум, а касније у засебни ејалет Ван око 1570. године. 1602. године, Сафавиди под краљем Абасом I Великим заузели су Ван заједно са осталим деловима изгубљених територија у источној Анадолији. Међутим, османска контрола над њим је коначно постала дефинитивна 1639. године Зухабским уговором.
Током раних 1900-их, град Ван је имао једанаест јерменских и десет турских школа Од друге половине 19. века Ван је почео да игра већу улогу у политици Османског царства због свог положаја у близини границе са персиским и руским царстом, као и близине Мосула. Током периода који је водио до распада Османског царства, Јермени су били добро заступљени у локалној администрацији.

#### Демографија
Демографија османског Вана расправљана је и спорна тачка јер се директно односи на захтеве власништва обе стране пре избијања Првог светског рата. За сам град Ван процењује се да је пре Првог светског рата имао 50.000 становника, од којих 30.000 Јермена и 20.000 муслимана. На основу званичног османског пописа 1914. године, становништво вилајета Ван састојало се од 179.422 муслимана и 67.797 Јермена. Подаци о османском попису укључују само мушкарце, без жена и деце. Према новијим истраживањима, исправљене процене за вилајет Ван (укључујући жене и децу) су: 313.000 муслимана, 130.000 Јермена и 65.000 других, укључујући Асирце.
Демографија Вана је тачка о којој се дуго расправља, с обзиром на променљиве границе вилајета. На пример, 1875. године вилајет је подељен; Ван и Хакари су раздвојени, да би им се поново спојили 1888. године, драстично променивши пописне бројеве. Неки писци тврде да је ово спајање учињено да Јермени не би створили већину. 1862. године процењено је да је у Вану било 90.100 хришћана (укључујући сиријске) и 95.100 муслимана. Француски конзул у Вану известио је да су у Вану и Битлису 51,46% били Курди, 32,70% Јермени и 5,53% Турци. С друге стране, јерменска Цариградска патријаршија проценила је 185.000 Јермена у Вану, 18.000 Асираца, 72.000 Курда, 47.000 Турака, 25.000 Језида и 3.000 Рома. Обе стране су оптужене за увећавање бројева с обзиром на то да су у то време оживљавање јерменског питања и статистика становништва постали важни током Берлинске конференције.

### Руско-турски рат 1877-1878
Током Руско-турског рата (1877—1878), курдски шеик Џалаледин повео је хиљаде војника да масакрирају Јермене из провинције и уништио и опљачкао многа њихова села. Ови догађаји су описани у књизи Јерменија и кампања 1877. године од стране британског ратног дописника Чарлс Б. Нормана.

### Први светски рат и геноцид над Јерменима
Јерменско становништво провинције је опустошено током геноцида над Јерменима од стране Младотурака. Извештено је да је регионални валија Џевдет-бег рекао „Очистили смо Јермене и сиријске хришћане из Азербејџана, а исто ћемо учинити и у Вану. Бројни извештаји османских званичника, попут посланика парламента, гувернера Алепа, као и немачког конзула у Вану, сугерисали су да локална влада организује намерне провокације против Јермена. Средином априла 1915. године, Џевдет-бег је наредио погубљење четворице јерменских вођа, што је натерало Јермене да узму оружје у самоодбрани. С друге стране, историчар и социолог Танер Акчам признаје да су у случају Вана, депортације можда вођене војном нуждом и наводи да би отпор у Вану требало испитати као засебан случај.
Неки научници објашњавају да су Јермени покренули побуну у Вану 1915. године, намамљени руским обећањима о независности. Други научници тврде да су се јерменски становници, надајући се да ће избећи покољ који је извршен над сеоским становништвом у околини Вана, бранили у јерменским четвртима града од Турака. Руси су коначно олакшали јерменским браниоцима Вана крајем маја 1915. године и локални Јермени су 21. маја дали кључеве града руском генералу Јуденичу. У августу је победа над руском војском омогућила османској војсци да поново заузме Ван. У септембру 1915. године Руси су по други пут истерали Турке из Вана. Руске снаге су почеле да напуштају подручје након Октобарске револуције у Русији 1917. године и до априла 1918. османска војска га је поново преузела. Према Танеру Акчаму, позивајући се на Osmanli Belgelerinde Ermeniler 1915–1920 (Јермени у османским документима, 1915–1920), након што су Турци одузели град Русима, убили су све Јермене у граду. Кларенс Ашер, амерички лекар и мисионар из Вана, и очевидац догађаја, известио је да је убијено 55 000 Јермена. С друге стране, Niles and Sutherland Report наводи да је око 700 Јермена остало у регији Ван око 1919. године и да су их штитиле трупе од освете муслимана. Крај Првог светског рата приморао је османску војску да преда своје право на Ван, иако је остао у турским рукама након турског рата за независност.

### Турски рат за независност и република
Споразумом из Севра, силе Антанте одлучиле су да град уступе Првој Републици Јерменији. Турски револуционари, предвођени Мустафом Кемалом Ататурком, одбили су услове уговора и уместо тога повели турски рат за независност. До 1920. Ван је поново пао под турску контролу и његови преостали јерменски становници су протерани у последњем кругу етничког чишћења. Споразумом из Лозане и Споразумом из Карса, Севрски споразум је поништен и Ван је остао де факто под турским суверенитетом.
На крају сукоба, град Ван је био празан и у рушевинама. Град је обновљен после рата неколико километара источно од древне тврђаве (Van Kalesi).

## Становништво
Према процени, у граду је 2009. живело 352.292 становника.
| 1990.   | 2000.   |
| ------- | ------- |
| 155.623 | 284.464 |

## Партнерски градови
- Базел
- Бурса
- Одеса

## Галерија
- Рушевине старог града
- Рушевине старог града
- Рушевине старог града
- Рушевине старог града
- Јерменска црква Светог крста, језеро Ван
- Панорама Вана
- Ван
- Ван